# ライ症候群
ライ症候群（ライしょうこうぐん、Reye's syndrome）とは、インフルエンザや水痘などの感染後、特にアスピリンを服用している小児に、急性脳症、肝臓の脂肪浸潤を引き起こし、生命にもかかわる原因不明で稀な病気である。名前は後述の通り研究者の人名に由来する。かつて、らい病（癩病）とも呼ばれたハンセン病とは全く異なる。

## 原因
ライ症候群の正確な原因はいまだ不明である。内科医が診断に用いる臨床症状が単一の障害であることはほとんどないのでこの重篤な病気は「症候群」と呼ばれる。しかしながらアメリカ合衆国で報告されるライ症候群の形態は主にインフルエンザもしくは水痘によってもたらされる。多くの研究はこれらウイルス性疾患へのアスピリン投与とライ症候群との強い相関を示している。いくつかの研究では、特に最若年者層において、かなりの割合の症例がのちに他の疾患へ再分類されており、その割合は、イギリスで25%、オーストラリアでは50%に上る。これらの再分類された症例は、ライ症候群に特徴的な、アスピリン暴露との相関が比較的弱い。
アメリカの医学雑誌に掲載された、アスピリン会社 (Forsyth, 1989) から資金援助を受けた1つの論文を含む少なくとも5つの疫学的論文は、ライ症候群の進行とインフルエンザ状の病気もしくは水疱瘡に対するアスピリン（サリチル酸化合物）使用の関係を確かめた (Mortimer, 1987)。アメリカ疾病予防管理センター (CDC)、アメリカの軍医総監、アメリカ小児科学会 (AAP) およびアメリカ食品医薬品局 (FDA) は、アスピリンおよびそれを含む製品を発熱した19歳未満の子供に投与することは推奨されないとしている。アセチルサリチル酸はアスピリンの言い換えであり、いくつかの薬品はラベルにアスピリンの代わりにアセチルサリチル酸と書いている。CDCの調査官はいくつかのサリチル酸およびサリチル酸化合物を含む制吐薬などの薬の使用に対し警告も行った。19歳未満のティーンエイジャーにアスピリン含有薬品を処方するときは、医師もしくは薬剤師に相談すべきである。
ほとんどの子供は、水疱瘡やインフルエンザの罹患中にアスピリンを投与されてもライ症候群を発症しない。その一方、ライ症候群発症者のすべてがアスピリンまたはサリチル酸化合物を投与されたとも限らない。サリチル酸への暴露がないライ症候群については、ライ症候群に似た症状を示す代謝障害との混同や、患者がサリチル酸摂取を申告しなかったなど、他の要因で説明されることもある。
重篤なライ症候群の症状は、少なくとも肝臓のミトコンドリアへの損傷により引き起こされると考えられ、アスピリン投与がミトコンドリア損傷の発生および悪化を引き起こしうる要因となる。発熱が続き、それにより重篤な影響を受けるリスクが高い子供および10代に対してアスピリン投与が推奨されないのは、ライ症候群の発症リスクの増加が主要因である。

## 歴史
ライ症候群は、オーストラリア人の特別研究員Dr. Graeme MorganとDr. Jim Baralとともに1963年Lancet (2:749-52) に最初に投稿出版したダグラス・ケネス・ライにちなんで名づけられた。遡ると、この症候群は1929年に初めて報告されていた可能性がある。1963年にも、Dr. George JohnsonらがB型インフルエンザを発症し、神経学的症状を呈する16名の子供（うち4名の症状はライ症候群に酷似）についての調査を出版している。このことから、本症候群をライ・ジョンソン症候群と呼ぶ研究者もいる。1970年代後半から1980年代前半にかけて、オハイオ州、ミシガン州およびアリゾナ州での研究 (Mortimer, 1987) で、上部呼吸器感染症または水疱に対するアスピリン投与が本症候群の引き金となりうることが指摘された。1980年初頭、CDCは幼児および10代の子供におけるライ症候群と水疱瘡またはウイルス性感染症へのサリチル酸化合物投与の関係について、内科医と親たちに注意喚起を行った。1982年アメリカ軍医総監は状況報告を出版し、1986年にはFDAがすべてのアスピリン含有薬品にライ症候群に関する警告ラベルの貼付を義務付けた。

## 概略

### 症状
- 第一期
  - 食事によって緩和されない持続的かつ重度の嘔吐
  - 全身の脱力感
  - 一般的な精神症状、例えば混乱
  - 悪夢
- 第二期
  - 小脳の炎症に伴う麻痺
  - 過呼吸
  - 脂肪肝（生検で発見）
  - 過度の反射作用
- 第三期
  - 第一期および第二期の症状の継続
  - 昏睡もありうる
  - 大脳浮腫もありうる
  - まれに呼吸停止
- 第四期
  - 深くなる昏睡
  - 瞳孔の散大と光への反応の減弱
  - 肝機能不全
- 第五期
  - 第四期の症状の急速な発症
  - 深い昏睡
  - てんかん発作
  - 呼吸停止
  - 弛緩
  - 高濃度の血中アンモニア（血中300mg/100ml以上）
  - 死亡

### 予後
成人のライ症候群の報告例は非常にまれである。大人のこの症候群についての回復はほぼ完全であり、肝機能および脳機能は発病後2週間程度で元に戻る。しかしながら子供の場合、軽度から重度の永続的脳障害が、特に幼児に起こりうる。1981年から1997年にアメリカで報告された事例の30%は死亡した。

## 他と異なる診断
似た症状を引き起こす原因として次のものが挙げられる。
- 多くの先天性代謝異常
- ウイルス性脳炎
- 薬物過剰または中毒
- 頭部外傷
- 他の原因による肝不全
- 髄膜炎
- 腎不全

## 疫学
成人にも起こると報告されたことはあるが、ライ症候群はほぼ子供にのみ起こる。しかしながら、成人は子供ほど神経および肝臓の機能に永続的障害を受けるほど攻撃されやすくないように見える。イギリスやオーストラリアと違い、アメリカでのライ症候群への監視は18歳未満の患者に焦点を当てている。
1980年、CDCがライ症候群と水疱瘡やウイルス性の病気にかかった子供および10代に対するサリチル酸化合物の関係について内科医と親たちに注意喚起しはじめて以後、アメリカでのライ症候群発生率は減少した。アメリカでは1980年から1997年にかけて、ライ症候群の報告症例数は1980年の555例から1994年以降のおよそ年2例程度まで減少した。この期間人種データが利用可能な報告された事例の93%は白人に発生し、年齢の中央値は6歳であった。ウイルス性の病気が先立つ3週間に93%の事例で発生していた。1991年から1994年にかけての、アメリカ合衆国におけるライ症候群に起因する年間入院率は18歳未満人口20万人から110万人に1人であろうと見積もられた。
1980年代の間、イギリスで行われたケースコントロールスタディもまたライ症候群とアスピリン暴露の関係を示した (Hall, 1988) 。1986年6月、イギリス薬品安全委員会は12歳未満のアスピリン使用に対する警告を発行し、アスピリン使用薬品の警告ラベルを導入した。イギリスのライ症候群に対する監視は1986年以降のライ症候群の発生率減少を記述した。ライ症候群の報告された発生率は1983年から1984年の12歳未満人口100,000人あたり0.63人から1990年から1991年の0.11人に減少した。
1995年11月から1996年11月にかけてフランスでは、説明されていない脳障害と3重以上の漿液におけるアミノ基転移酵素の増加、アンモニアを伴った15歳未満の子供のための小児科部局の国家的調査は9例の明らかなライ症候群患者（100万人につき0.79人）に導いた。ライ症候群を伴った9人の子供のうち8人はアスピリンを投与されていたことがわかった。一部調査結果なので、フランス薬品代理局はアスピリンとライ症候群との関係への国際的注意を自身のこの関係についての公開の専門的な警告を発行することによって強化した (Autret-Leca, 2001) 。

## 病理
脳浮腫と、肝組織の脂肪変性・ミトコンドリア変性が特徴である。ライ症候群の本質は、薬剤によるミトコンドリア障害・ミトコンドリア機能不全である。ミトコンドリアを障害するアスピリン、バルプロ酸ナトリウム、テトラサイクリン系の薬剤によって誘発される。